# Seznam ministerských předsedů Předlitavska

Znak Předlitavska

Toto je seznam ministerských předsedů Předlitavska, který obsahuje chronologický přehled všech osob působících v čele vlády Předlitavska (včetně správců, tedy osob provizorně pověřených řízením vlády) po celé období existence tohoto státního útvaru, tedy od rakousko-uherského vyrovnání roku 1867 až do zániku Rakouska-Uherska a tedy i Předlitavska v roce 1918.

## Ministerští předsedové Předlitavska 1867–1918
| #  | Jméno                           | Fotografie | Strana | Vláda                            | Funkční období                       | Poznámky |
| -- | ------------------------------- | ---------- | ------ | -------------------------------- | ------------------------------------ | -------- |
| 1  | Friedrich Ferdinand von Beust   |            |        | vláda Ferdinanda von Beusta      | 7. února 1867 – 23. prosince 1867    |          |
| 2  | Karl Auersperg                  |            |        | vláda Karla von Auersperga       | 30. prosince 1867 – 8. září 1868     |          |
| 3  | Eduard Taaffe                   |            |        | vláda Karla von Auersperga       | 8. září 1868 – 15. ledna 1870        | Správce. |
| 4  | Ignaz von Plener                |            |        | vláda Karla von Auersperga       | 15. ledna 1870 – 1. února 1870       | Správce. |
| 5  | Leopold Hasner von Artha        |            |        | vláda Leopolda Hasnera           | 1. února 1870 – 12. dubna 1870       |          |
| 6  | Alfred Potocki                  |            |        | vláda Alfreda von Potockého      | 13. dubna 1870 – 4. února 1871       |          |
| 7  | Karl Sigmund von Hohenwart      |            |        | vláda Karla von Hohenwarta       | 5. února 1871 – 26. října 1871       |          |
| 8  | Ludwig von Holzgethan           |            |        | vláda Ludwiga von Holzgethana    | 27. října 1871 – 22. listopadu 1871  |          |
| 9  | Adolf Auersperg                 |            |        | vláda Adolfa von Auersperga      | 26. listopadu 1871 – 15. února 1879  |          |
| 10 | Karl von Stremayr               |            |        | vláda Karla von Stremayra        | 18. února 1879 – 12. srpna 1879      |          |
| 11 | Eduard Taaffe                   |            |        | vláda Eduarda Taaffeho           | 13. srpna 1879 – 11. listopadu 1893  |          |
| 12 | Alfred August Windischgrätz     |            |        | vláda Alfreda Windischgrätze     | 12. listopadu 1893 – 19. června 1895 |          |
| 13 | Erich von Kielmansegg           |            |        | vláda Ericha Kielmansegga        | 20. června 1895 – 30. září 1895      |          |
| 14 | Kazimír Felix Badeni            |            |        | vláda Kazimíra Badeniho          | 2. října 1895 – 28. listopadu 1897   |          |
| 15 | Paul Gautsch                    |            |        | první vláda Paula Gautsche       | 30. listopadu 1897 – 5. března 1898  |          |
| 16 | Franz Thun und Hohenstein       |            |        | vláda Franze Thuna               | 7. března 1898 – 2. října 1899       |          |
| 17 | Manfred Clary-Aldringen         |            |        | vláda Manfreda Clary-Aldringena  | 2. října 1899 – 21. prosince 1899    |          |
| 18 | Heinrich von Wittek             |            |        | vláda Manfreda Clary-Aldringena  | 21. prosince 1899 – 18. ledna 1900   | Správce. |
| 19 | Ernest von Koerber              |            |        | první vláda Ernesta von Koerbera | 19. ledna 1900 – 31. prosince 1904   |          |
| 20 | Paul Gautsch                    |            |        | druhá vláda Paula Gautsche       | 1. ledna 1905 – 1. května 1906       |          |
| 21 | Konrad Hohenlohe                |            |        | vláda Konrada Hohenloheho        | 2. května 1906 – 28. května 1906     |          |
| 22 | Max Wladimir von Beck           |            |        | vláda Maxe Becka                 | 2. června 1906 – 15. listopadu 1908  |          |
| 23 | Richard von Bienerth-Schmerling |            |        | vláda Richarda Bienertha         | 15. listopadu 1908 – 28. června 1911 |          |
| 24 | Paul Gautsch                    |            |        | třetí vláda Paula Gautsche       | 28. června 1911 – 3. listopadu 1911  |          |
| 25 | Karl von Stürgkh                |            |        | vláda Karla Stürgkha             | 3. listopadu 1911 – 21. října 1916   |          |
| 26 | Ernest von Koerber              |            |        | druhá vláda Ernesta von Koerbera | 31. října 1916 – 20. prosince 1916   |          |
| 27 | Heinrich Clam-Martinic          |            |        | vláda Heinricha Clam-Martinice   | 20. prosince 1916 – 22. června 1917  |          |
| 28 | Ernst von Seidler               |            |        | vláda Ernsta Seidlera            | 23. června 1917 – 25. července 1918  |          |
| 29 | Max Hussarek von Heinlein       |            |        | vláda Maxe Hussarka              | 25. července 1918 – 25. října 1918   |          |
| 30 | Heinrich Lammasch               |            |        | vláda Heinricha Lammasche        | 25. října 1918 – 30. října 1918      |          |

* Poznámka: V pramenech a databázích mírně kolísá přesná datace počátku a konce funkčního období jednotlivých vlád. Zde všechny údaje dle publikace kol. aut.: Československé dějiny v datech, Praha 1987.